# Virieu-le-Petit
Virieu-le-Petit è un ex comune francese di 316 abitanti situato nel dipartimento dell'Ain della regione dell'Alvernia-Rodano-Alpi. Dal 1º gennaio 2019 è accorpato ai comuni di Brénaz, Chavornay e di Lochieu, formando il nuovo comune di Arvière-en-Valromey. 

## Società

### Evoluzione demografica
Abitanti censiti